# هيونداي كاسبر
هيونداي كاسبر هي سيارة كروس أوفر من إنتاج شركة هيونداي موتور الكورية الجنوبية، بدأ إنتاجها في عام 2021.